# Прибужанівська сільська рада (Вознесенський район)
Прибужа́нівська сільська́ ра́да — адміністративно-територіальна одиниця та орган місцевого самоврядування в Вознесенському районі Миколаївської області. Адміністративний центр — село Прибужани.

## Загальні відомості
- Населення ради: 4 739 осіб (станом на 2001 рік)

## Населені пункти
Сільській раді підпорядковані населені пункти:
- с. Прибужани
- с. Глюгове
- с. Криворучка
- с-ще Мартинівське
- с. Мартинівське
- с. Червоні Кошари

## Склад ради
Рада складається з 20 депутатів та голови.
- Голова ради: Терещенко Костянтин Олександрович

### Керівний склад попередніх скликань
| Прізвище, ім'я, по батькові       | Основні відомості                                            | Дата обрання | Дата звільнення |
| --------------------------------- | ------------------------------------------------------------ | ------------ | --------------- |
| Терещенко Костянтин Олександрович | Сільський голова, 1956 року народження, безпартійний         | 26.03.2006   | 31.10.2010      |
| Терещенко Костянтин Олександрович | Сільський голова, 1956 року народження, член Партії регіонів | 31.10.2010   |                 |

Примітка: таблиця складена за даними сайту Верховної Ради України

### Депутати
За результатами місцевих виборів 2010 року депутатами ради стали:

#### За суб'єктами висування
| Суб'єкт висування           | Кількість обраних депутатів | %  |
| --------------------------- | --------------------------- | -- |
| Партія регіонів             | 14                          | 70 |
| Комуністична партія України | 6                           | 30 |

#### За округами
| № округу                    | Прізвище, ім'я, по батькові       | Дата визнання обраним | Освіта             | Партійна приналежність            | Відомості про обраного депутата                               |
| --------------------------- | --------------------------------- | --------------------- | ------------------ | --------------------------------- | ------------------------------------------------------------- |
| Комуністична партія України |                                   |                       |                    |                                   |                                                               |
| 10                          | Червінський Олексій Карпович      | 07.11.2010            | середня            | член Комуністичної партії України | пенсіонер                                                     |
| 11                          | Крупеня Анатолій Іванович         | 07.11.2010            | середня спеціальна | член Комуністичної партії України | Мартинівська загальноосвітня школа, оператор газової котельні |
| 12                          | Туменіс Сергій Геннадійович       | 07.11.2010            | середня спеціальна | член Комуністичної партії України | Мартинівське ПЧЛУ-3, тракторист                               |
| 16                          | Савчук Василь Пилипович           | 07.11.2010            | вища               | член Комуністичної партії України | пенсіонер                                                     |
| 17                          | Рогожинська Наталія Володимирівна | 07.11.2010            | середня спеціальна | член Комуністичної партії України | Мартинівська загальноосвітня школа, завгосп                   |
| 20                          | Сербул Наталія Павлівна           | 07.11.2010            | вища               | член Комуністичної партії України | «Миколаївобленерго», контролер                                |
| Партія регіонів             |                                   |                       |                    |                                   |                                                               |
| 1                           | Тараненко Любов Олександрівна     | 07.11.2010            | середня спеціальна | член Партії регіонів              | Дитячий садок, завідувачка                                    |
| 2                           | Соломічева Тетяна Костянтинівна   | 07.11.2010            | середня спеціальна | член Партії регіонів              | бібліотека, бібліотекар                                       |
| 3                           | Бойко Тетяна Федорівна            | 07.11.2010            | середня спеціальна | член Партії регіонів              | Дитячий садок, помічник вихователя                            |
| 4                           | Михайлова Раїса Леонідівна        | 07.11.2010            | вища               | член Партії регіонів              | Прибужанівська загальноосвітня школа, вчитель                 |
| 5                           | Добродзей Михайло Іванович        | 07.11.2010            | вища               | член Партії регіонів              | Прибужанівська загальноосвітня школа, завгосп                 |
| 6                           | Терещенко Олександр Костянтинович | 07.11.2010            | вища               | член Партії регіонів              | Філія "Лідіївська"ТОВ СП «Нібулон», директор                  |
| 7                           | Молодюк Наталія Михайлівна        | 07.11.2010            | середня спеціальна | член Партії регіонів              | Дитячий садок, вихователь                                     |
| 8                           | Підопригора Геннадій Григорович   | 07.11.2010            | середня спеціальна | член Партії регіонів              | пенсіонер                                                     |
| 9                           | Колчак Інна Богданівна            | 07.11.2010            | вища               | член Партії регіонів              | Сільська рада, діловод                                        |
| 13                          | Ісаєва Наталія Тихонівна          | 07.11.2010            | середня спеціальна | член Партії регіонів              | Мартинівська амбулаторія, фельдшер-акушер                     |
| 14                          | Волошен Валентина Дмитрівна       | 07.11.2010            | середня            | член Партії регіонів              | пенсіонер                                                     |
| 15                          | Кісельова Світлана Миколаївна     | 07.11.2010            | вища               | член Партії регіонів              | ТОВ «Відродження», бухгалтер                                  |
| 18                          | Гоманухо Олена Миколаївна         | 07.11.2010            | середня            | член Партії регіонів              | ОСББ «Вогник», головний бухгалтер                             |
| 19                          | Нурутдінова Надія Сергіївна       | 07.11.2010            | середня спеціальна | член Партії регіонів              | пенсіонер                                                     |